# Mesoleius kola
Mesoleius kola là một loài tò vò trong họ Ichneumonidae.